# Jean Image

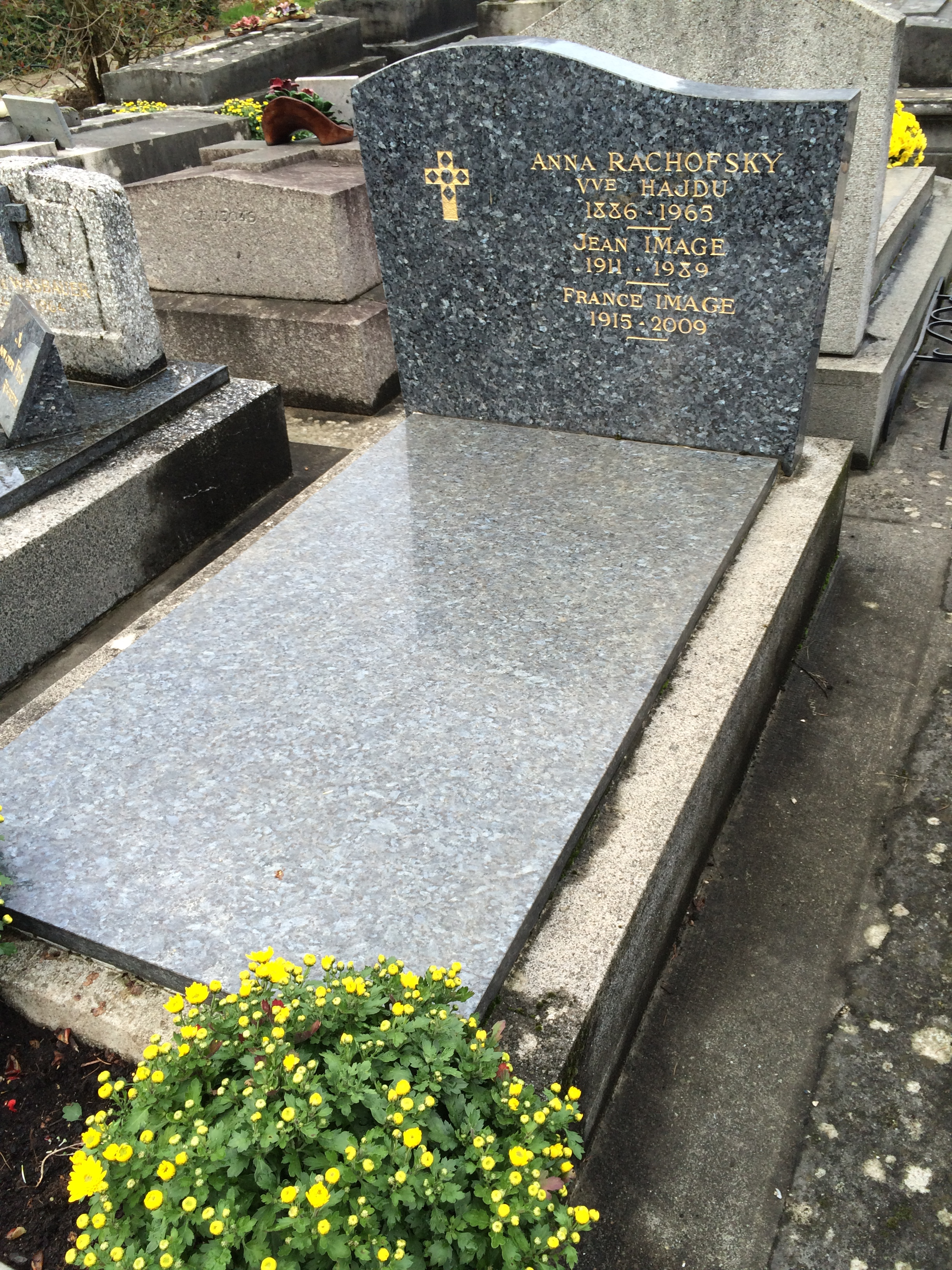
Sépulture de Jean Image au cimetière nouveau (div. 5) de Neuilly-sur-Seine.

Jean Image, de son vrai nom Émeric André Hajdu (en hongrois, Imre Hajdú), est un réalisateur, scénariste et producteur de films d'animation français d'origine  hongroise, né le 26 janvier 1911 à Budapest (Hongrie) et mort le 21 octobre 1989 dans le 15e arrondissement de Paris.

## Biographie
Après des études en arts plastiques, en peinture et décoration, Jean Image s'installe en 1932 à Paris. Il réalise et produit des films publicitaires dès 1937 puis, en 1939, son premier film d'animation : Le Loup et l'Agneau, d'après La Fontaine, fable antinazie où l'on voit la Pologne avalée toute crue par Adolf Hitler. Il enseigne pendant la Seconde Guerre mondiale dans une école d'animation fondée par Paul Colin. En 1950, après plusieurs courts métrages, il entreprend un long métrage dans la tradition de Walt Disney : Jeannot l'intrépide, suivi trois ans plus tard de Bonjour Paris ! ou La tour prend garde.
En 1958, il réalise tour à tour Magie moderne et La Petite Reine dans un style moderne. En 1959, il participe à la création du festival du film d'animation d'Annecy. À partir des années 1960, il travaille pour la télévision, créant les séries Joë (1960), Picolo et Piccolette (1964), Kiri le clown (1966) et Au clair de lune (1971), tout en continuant à produire parallèlement pour le cinéma des longs métrages au style académique : Aladin et la Lampe merveilleuse (1970), Les Fabuleuses Aventures du légendaire baron de Münchausen (1979) et Le Secret des Sélénites (1984).
Il est également l'auteur d'un ouvrage consacré au cinéma d'animation, Le Dessin animé : Initiation à la technique (1979).
Il est inhumé au cimetière nouveau de Neuilly-sur-Seine.

## Filmographie

### Cinéma

#### Longs métrages
- Jeannot l'intrépide (1950)
- Bonjour Paris ! ou La tour prend garde (1953)
- Aladin et la Lampe merveilleuse (1970)
- Joë petit boum-boum (1973)
- Pluk, naufragé de l'espace (1979)
- Les Fabuleuses Aventures du légendaire baron de Münchausen (1979)
- Le Secret des Sélénites (1984)

#### Courts métrages
- Le Loup et l'Agneau (1939, œuvre détruite)
- Les noirs jouent et gagnent (1944)
- Princesse Clé de sol (1945)
- Rhapsodie de Saturne (1946)
- Ballade atomique (1948)
- Monsieur Tout-le-Monde (1949)
- La Cigale et la Fourmi (1954)
- Monsieur Victor ou la Machine à explorer le temps (1955)
- Le Loup et l'Agneau (1956)
- Un grain de bon sens (1956)
- L'Aventure du père Noël (1956)
- La Petite Reine (1958)
- Le Petit Peintre et la Sirène (1959)
- François s'évade (1959)
- La Fontaine des trois soldats (1963)
- Souvenir d'Épinal (1965)

### Télévision
- Joë chez les abeilles (1960)
- Joë chez les fourmis  (1962)
- La Fontaine des trois soldats, série de 26 épisodes (1963)[6]
- Joë au royaume des mouches  (1964)
- Picolo et Piccolette (1964)
- Kiri le clown  (1966)
- Patatomanie (1970)
- Au clair de lune (1971-1972)
- Arago X 00 1 (1972-1973)
- Le Crayon magique (1973)
- Les Rêves de Jeannot (série, 1985-1986)